# Nukleosid
Nukleosidy se skládají z pětiuhlíkového sacharidu (ribózy nebo deoxyribózy) a z nukleové báze (ze skupiny purinů nebo pyrimidinů). Nukleosidy jsou základní molekulární stavební kameny nukleotidů, od kterých se liší tím, že neobsahují kyselinu fosforečnou. V živých organismech jsou nukleosidy jako součást nukleotidů nositeli genetické informace.

## Ribonukleosidy a deoxyribonukleosidy
Pokud nukleosidy obsahují sacharid D-ribózu, nazývají se ribonukleosidy. Pokud obsahují sacharid 2-deoxy-D-ribózu nazývají se deoxyribonukleosidy nebo častěji pouze deoxynukleosidy. Sacharid je v nukleosidech vázán N-glykosidovou vazbou k dusíku purinového nebo pyrimidinového kruhu. Tyto kovalentní vazby spojují anomerní uhlík pentózy a atom dusíku N9 (v případě purinové báze) nebo dusíku N1 (v případě pyrimidinové báze).

## Názvosloví nukleosidů
Nukleosidy patří mezi glykosylaminy a jejich název je odvozen od nukleové báze, kterou obsahují, přidáním koncovky -sin. Z adeninu je odvozen adenosin, z guaninu guanosin a další. Tak se nazývají nukleosidy obsahující ribózu. Ty, které obsahují deoxyribózu, se nazývají deoxyadenosin, deoxyguanosin a další.
Nukleosidy mohou na základě rotace kolem glykosidové vazby existovat v konformacích: syn nebo anti. V přírodě převažují antikonformery, které jsou zobrazené na obrázcích vpravo.

## Nukleosidové analogy
Nukleosidové analogy hrají důležitou roli zejména v antiretrovirové terapii. Řada moderních antivirotik obsahuje právě tyto látky.
- Pravděpodobně nejznámější je účinná látka acyklovir (analog guanosinu), která se často používá proti virům herpes simplex (HSV-1 a -2).
- Ganciclovir, který je stejně jako acyklovir analog guanosinu, potlačuje replikaci CMV.
- Některé nukleosidové analogy se požívají pro léčbu rakoviny. Jako cytostatika se používají například sloučeniny 5-fluorouracil a cytarabin.

## Nukleosidy a nukleotidy

Rozdíl mezi nukleosidem a nukleotidem. Nukleosid neobsahuje zbytek kyseliny fosforečné, nukleotid obsahuje nejméně jeden zbytek kyseliny fosforečné.

Nukleotidy vznikají z nukleosidů fosforylací (navázáním fosfátu, tedy zbytku kyseliny fosforečné) na hydroxylovou skupinu sacharidů. Nukleotidy jsou základními stavebními kameny nukleových kyselin DNA a RNA. Účastní se buněčné komunikace, biologických syntéz a přenosu volné energie v buňce.

## Nukleotidy a nukleové kyseliny
Nukleové kyseliny jsou sloučeniny vzniklé syntézou jednotlivých nukleotidů za vzniku makromolekulárních polynukleotidů. Jednotlivé nukleotidy mají schopnost vytvářet řetězce, jejichž páteř tvoří zbytek kyseliny fosforečné a sacharid. Na tu jsou pak navázány nukleové báze. Nukleových kyselin je podle různých pořadí a kombinací nukleových bází prakticky nekonečné množství. Dvě základní skupiny nukleových kyselin jsou kyseliny ribonukleové a kyseliny deoxyribonukleové.
Kyselina ribonukleová RNA obsahuje kromě zbytku kyseliny fosforečné sacharid ribózu a čtyři nukleové báze: adenin (A), guanin (G), cytosin (C) a uracil (U). Molekula je tvořena jedním řetězcem ve tvaru šroubovice. RNA je mnohem méně stabilní, než je DNA.
Kyselina deoxyribonukleová DNA obsahuje kromě zbytku kyseliny fosforečné sacharid deoxyribózu a čtyři báze: adenin (A), guanin (G), cytosin (C) a thymin (T). V DNA se tedy místo uracilu vyskytuje thymin. Molekula je tvořena dvěma řetězci, které vytvářejí dvojitou šroubovici, v níž jsou protilehlé báze navzájem propojeny vodíkovými můstky mezi atomy dusíku a kyslíku. Tvar lze přirovnat ke stočenému provazovému žebříku, kde řetězce deoxyribózy a zbytku kyseliny fosforečné představují postranní lana a vodíkové můstky jednotlivé příčky. DNA je mnohem stabilnější než RNA, neboť musí v buňkách vydržet po celý život.

## Podobné názvy
- Nuklid
- Nukleon